# Episodi di Mia sorella Sam (prima stagione)
La prima stagione della serie televisiva Mia sorella Sam è stata trasmessa in anteprima negli Stati Uniti d'America dalla CBS tra il 6 ottobre 1986 e il 4 maggio 1987.
| nº | Titolo originale               | Titolo italiano | Prima TV USA     | Prima TV Italia |
| -- | ------------------------------ | --------------- | ---------------- | --------------- |
| 1  | Samantha Russell, Man Stealer  |                 | 6 ottobre 1986   |                 |
| 2  | Patti's Party                  |                 | 20 ottobre 1986  |                 |
| 3  | Shooting Stars                 |                 | 27 ottobre 1986  |                 |
| 4  | What Makes Samantha Run?       |                 | 3 novembre 1986  |                 |
| 5  | Roomies                        |                 | 10 novembre 1986 |                 |
| 6  | The Aunt Elsie Crisis: Day One |                 | 24 novembre 1986 |                 |
| 7  | Teacher's Pet                  |                 | 1º dicembre 1986 |                 |
| 8  | Mirror, Mirror on the Wall     |                 | 8 dicembre 1986  |                 |
| 9  | Babes in the Woods             |                 | 15 dicembre 1986 |                 |
| 10 | Jingle Bell Rock Bottom        |                 | 22 dicembre 1986 |                 |
| 11 | Club Dread                     |                 | 12 gennaio 1987  |                 |
| 12 | Anything for a Friend          |                 | 19 gennaio 1987  |                 |
| 13 | Almost In-Laws                 |                 | 26 gennaio 1987  |                 |
| 14 | Go Crazy                       |                 | 2 febbraio 1987  |                 |
| 15 | Another Saturday Night         |                 | 9 febbraio 1987  |                 |
| 16 | Family Business                |                 | 16 febbraio 1987 |                 |
| 17 | Making Up Is Hard to Do        |                 | 23 febbraio 1987 |                 |
| 18 | If You Knew Susie              |                 | 2 marzo 1987     |                 |
| 19 | Sister, Can You Spare a Fifty? |                 | 16 marzo 1987    |                 |
| 20 | Exposed                        |                 | 6 aprile 1987    |                 |
| 21 | Campaign Contributions         |                 | 13 aprile 1987   |                 |
| 22 | Fog Bound                      |                 | 4 maggio 1987    |                 |